# Guriaso
Pour les articles homonymes, voir grx.
Le guriaso est une langue papoue parlée en Papouasie-Nouvelle-Guinée dans la province de Sandaun.

## Classification
La langue guriaso a été découverte en 1983 par Wietze Baron qui l'inclut dans les langues kwomtari, voisines géographiquement. Hammarström rejette cette proposition reposant, selon lui, sur des correspondances peu convaincantes dans le vocabulaire. Il considère le guriaso comme étant une langue isolée.

## Sources
- (en) Wietze Baron, 1983, Kwomtari Survey.
- (en) Harald Hammarström, 2010, The status of the least documented language families in the world, Language Documentation & Conservation 4, pp. 177-212, University of Hawai’i Press.